# Hessel de Vries
Hessel de Vries (Annen, 15 november 1916 – Groningen, 23 december 1959) was een Nederlands natuurkundige en hoogleraar aan  de Universiteit Groningen die de detectiemethoden en toepassingen van koolstof 14-methode drastisch verbeterde en uitbreidde tot vele wetenschappen. De expert op dit gebied, Eric H. Willis, noemde hem "de miskende held van de C14-datering" ("the unsung hero of radiocarbon dating"), want als hij geen zelfmoord had gepleegd had hij mogelijk de Nobelprijs gewonnen. Verder was hij biofysicus.

## Studie en loopbaan
De Vries werd geboren in het Drentse Annen als zoon van de hoofdonderwijzer Klaas de Vries en Rinske Robroch. Na de hogereburgerschool in Assen en Sappemeer ging hij in 1934 wis- en natuurkunde studeren aan de Universiteit Groningen. In 1939 behaalde hij zijn doctoraalexamen, en in 1942 promoveerde hij cum laude bij prof. Dirk Coster op een kernfysisch onderwerp. In 1950 werd De Vries buitengewoon hoogleraar in de propedeutische en biologische natuurkunde en in 1954 gewoon hoogleraar. In 1956 werd hij lid van de Koninklijke Nederlandse Akademie van Wetenschappen. Twee jaar later benoemde het Carnegie Instituut te Washington hem tot 'research associate'.
Hij was gehuwd met Gezina Wendelina Nijboer, uit dit huwelijk werden een zoon en drie dochters geboren.

## Gevoeligheid van het oog
Het begin van zijn carrière werd gemarkeerd door de biofysica, in het bijzonder de fysica van de menselijke zintuigen. De Vries toonde aan dat temperatuurstijging van 37°C naar 42°C de gevoeligheid van het oog vergroot. Vooral bij kleurenblinden was dit effect goed te meten.

## Koolstof 14-datering

### Verbetering methode
De archeoloog Albert van Giffen interesseerde De Vries in 1950 voor de koolstof 14-methode ontwikkeld door de groep van W.F. Libby. De Vries verbeterde deze aanmerkelijk door uit te gaan van de concentratie koolstofdioxide (CO2) in de atmosfeer. In 1952 vroeg van Giffen om een datering van de houten funderingspalen van de oude Sint Walburgkerk. Libby vond een ouderdom van tweeduizend jaar, De Vries duizend jaar. Andere laboratoria bevestigden De Vries' waarde.

### De Vries-effect
In 1958 bewees De Vries dat er stelselmatige afwijkingen voorkwamen in de C14-dateringen van jaarringen van bomen. Hij verklaarde dit effect door aan te nemen dat de concentratie in de dampkring van koolstof-14 1% geschommeld had. Als oorzaak hiervoor gaf hij de volgende mogelijkheden 
1. het klimaat,
2. koolstof-14 wordt niet overal in de atmosfeer even snel aangemaakt door variaties in het aardmagnetisch veld,
3. de eigenschappen van de zon veranderen.

Later bleek door werk van onder andere Minze Stuiver inderdaad het aantal zonnevlekken van invloed te zijn.

## Overlijden
Afgewezen in de liefde door zijn assistente (Anneke Hogeveen), vermoordde hij haar in 1959 waarna hij zelfmoord pleegde. Zou hij niet jong zijn gestorven, dan had hij waarschijnlijk gedeeld in de Nobelprijs voor de Scheikunde, die in 1960 werd toegekend aan Libby voor zijn methode van koolstofdatering.

## Publicaties
Onder meer:
- De resonantieniveaus van zilver, zink, koper en aluminium voor het invangen van neutronen, proefschrift Groningen, 23 april 1942
- The quantum character of light and its bearing upon threshold of vision, the differential sensitivity and visual acuity of the eye, Physica 10 (1943) 553-564  (DOI: 10.1016/S0031-8914(43)90575-0)
- De structuur van de materie, Openbare les, Groningen 1942
- Biophysica, inaugurele rede Groningen 1951
- Physical aspects of the sense organs, Progress in biophysics and biophysical chemistry 6 (1956) 207-264 (PMID: 13420192)
- Toepassing en meting van de natuurlijke radioactiviteit van koolstof, Nederlands Tijdschrift voor Natuurkunde 23 (1957) 277-292
- Onderzoek van de laatste ijstijd met behulp van radioactieve koolstof, Akademiedagen. Verslagen en voordrachten gehouden te Groningen op 3 en 4 april 1959 11 (1959) 38-47.
- Variation in Concentration of Radiocarbon with Time and Location on Earth, Proceedings Koninklijke Nederlandse Akademie Wetenschappen B, 61: 94-102, 1958